# Felloderma
Felloderma, feloderma – warstwa komórek miękiszowych powstających wskutek odkładania się komórek fellogenu do wnętrza organu.
Warstwa fellodermy jest znacznie cieńsza niż fellem. Wynika to z częstszego różnicowania się pochodnych komórek merystemu (fellogenu) na komórki fellemu (korka). Zwykle grubość fellodermy to 4-6 komórek, są jednak rośliny, u których felloderma nie występuje. Fellogen, felloderma i fellem razem tworzą perydermę (wtórną tkankę okrywającą). Komórki fellodermy są zazwyczaj żywe i stosunkowo nieliczne. Felloderma ze względu na swój charakter może być uważana za miękisz kory pierwotnej. Od położonych głębiej komórek miękiszowych różni się jedynie pochodzeniem.